# Ричинский союз
Ричинский союз сельских общин, Ричинское вольное общество, Ричинский магал (араб. Вилайат Баб-аль-Къист ал-Риджа) — теократическое государственное образование, существовавшее на территории Южного Дагестана. Входил в систему трех агульских союзов сельских общин. Столицей союза был аул Рича.

## География
Располагался в долинах ущелий Агъул-дере и Кӏерен-дере, на территории современного Агульского района и Курахского района Дагестана.

## История
Ричинскому союзу наряду с Кошанским приходилось часто отстаивать независимость от казикумухских правителей.

## Население
Население было моноконфессиональным, состояло из агульских сел и одного лезгинского. Его составляли агулы и лезгины, исповедующие ислам суннитского толка. Основное агульское население разговаривало на ричинском диалекте (кӏеренский диалект).

## Общественно-политическое устройство
Власть осуществлялась советом старейшин. В состав союза входило два общества:
- общество Ричинское, состоящее из сел Рича,Бедюк, Хвередж;
- общество Усугское, состоящее из сел Усуг, Укуз, Курдал, Гельхен.

В каждом селе избирался старейшина, осуществлявший руководство на местном уровне. Это было продиктовано малочисленностью хозяйств в агульских селениях. Старейшина центрального села общества считался главным. Так, например, ричинскому старейшине подчинялись старейшины селений Бедюк, Хвередж, а усугскому — села Укуз, Гельхен, Курдал. Во всём союзе ричинский старейшина пользовался наибольшим авторитетом и властью. Жители селений союза для разбора особо сложных спорных вопросов обращались к нему. В главном селении старейшина имел аналог трона, изготовленный из камня. По свидетельству Н. И. Кузнецова, побывавшего в Агуле в 1912 г., старейшины аулов были своего рода князьями среди одноаульцев и пользовались огромным почётом, уважением и властью.